# Andriej Girienko
Andriej Nikołajewicz Girienko (ros. Андрей Николаевич Гиренко, ur. 16 marca 1936 w Krzywym Rogu, zm. 28 grudnia 2017 w Moskwie) – radziecki polityk.

## Życiorys
Urodzony w ukraińskiej rodzinie robotniczej, w 1958 ukończył Krzyworoski Instytut Górniczy, od 1962 był aktywistą Komsomołu. Od 1963 członek KPZR, 1971 zaocznie ukończył Wyższą Szkołę Partyjną przy KC KPZR, w latach 1970–1972 II sekretarz, a 1972–1975 I sekretarz KC Komsomołu Ukrainy. W 1975 inspektor KC KPU, w latach 1975–1980 II sekretarz, a od 28 marca 1980 do 23 czerwca 1987 I sekretarz Komitetu Obwodowego KPU w Chersoniu, od 13 czerwca 1987 do 25 września 1989 I sekretarz Krymskiego Komitetu Obwodowego KPU. W latach 1981–1989 zastępca członka, a 1989–1991 członek i sekretarz KC KPZR. Deputowany do Rady Najwyższej ZSRR 11. kadencji. Pochowany na Cmentarzu Trojekurowskim w Moskwie.

## Odznaczenia
- Order Lenina
- Order Rewolucji Październikowej
- Order Czerwonego Sztandaru Pracy
- Order „Znak Honoru”